# Espoir en Dieu

Espoir en Dieu est un poème de Victor Hugo, extrait des Chants du crépuscule, que Jacques Offenbach met en musique en 1851.

## Création
Lors de son séjour au château de Digoine, Jacques Offenbach compose le 26 septembre 1851 une mélodie pour soliste et accompagnement piano sur le poème Espoir en Dieu de Victor Hugo,. Les biographes d'Offenbach ne semblent pas connaître cette création, et on ignore donc aujourd'hui son contexte.
Il réécrira ensuite sa mélodie pour soprano, chœur mixte et orchestre.

## In Memoriam (Grande symphonie solennelle)
Alors qu'il fuit la Commune, Jacques Offenbach compose, en 1871 à Bordeaux, une œuvre patriotique inachevée qu'il nomme In memoriam et dans laquelle il insère Espoir en Dieu sous la forme d'un chœur. Jacques Brindejont-Offenbach décrit un manuscrit de 32 feuillets, dont l'orchestration n'est pas terminée, et dans lequel « la Prière ne vient qu'à la page 27. Elle est tirée d'Espoir en Dieu. »

## Les Contes d'Hoffmann
Enfin, pour Les Contes d'Hoffmann, il utilise cette mélodie pour l'apothéose. Elle devient un quatuor (La Muse, Stella, Hoffmann et Lindorf) avec chœur sur les paroles « Des cendres de ton cœur réchauffe ton génie ». Elle est exécutée lors d'un concert privé chez le compositeur le 18 mai 1879, mais est supprimée lors de la création de l'œuvre à l'Opéra-Comique. Elle est transformée en musique de scène pour accompagner le monologue de la Muse. En tant que telle, elle apparaît dans la première édition de la partition en 1881.

## Discographie
L'apothéose « Des cendres de ton cœur » des Contes d'Hoffmann est interprétée dans les enregistrements :
- 1972 : Richard Bonynge (dir.), Placido Domingo (Hoffmann), Joan Sutherland (Olympia/Giulietta/Antonia/Stella), Gabriel Bacquier (Lindorf/Coppélius/Dapertutto/Miracle), Huguette Tourangeau (Nicklausse, la Muse), Hugues Cuenod (Andrès/Cochenille/Pitichinaccio/Frantz), chœurs et orchestre de la Suisse romande - Decca (version Bonynge)

- 1988 : Sylvain Cambreling (dir.), Neil Shicoff (Hoffmann), Luciana Serra (Olympia), Jessye Norman (Giulietta), Rosalind Plowright (Antonia), José van Dam (Lindorf/Coppélius/Dapertutto/Miracle), Ann Murray (Nicklausse/la Muse), Robert Tear (Andrès/Cochenille/Pitichinaccio/Frantz), chœurs et Orchestre Symphonique de La Monnaie - EMI (version Œser)